# Abu Kubajs
Abu Kubajs (arab. أبو قبيس) – wieś w Syrii, w muhafazie Hama. W 2004 roku liczyła 758 mieszkańców.